# جيش بانزر إفريقيا
نظرًا لتزايد عدد القوات الألمانية في حملة شمال إفريقيا في الحرب العالمية الثانية من الالتزام الأولي لفيلق صغير، طور الألمان هيكل قيادة أكثر تفصيلًا ووضعوا أفريكا كوربس الموسعة، مع وجود وحدات إيطالية تحت هذه القيادة الألمانية الجديدة وتم إنشاء تسلسل الأوامر لإدارة قوات المحور في إفريقيا:
- مجموعة بانزر أفريقيا (Panzergruppe Afrika Gruppo Corazzato Africa أغسطس 1941 - يناير 1942 ؛ القوة الألمانية الإيطالية
- جيش بانزر أفريقيا (Panzerarmee Afrika Armata Corazzata Africa) من يناير إلى أكتوبر 1942
- الجيش الألماني الإيطالي بانزر، (Deutsch-Italienische Panzerarmee ، Armata Corazzata Italo-Tedesca أكتوبر 1942 - فبراير 1943
- مجموعة جيوش إفريقيا، (Heeresgruppe Afrika Gruppo d'Armate Africa فبراير-مايو 1943

## مجموعة بانزر أفريقيا
عندما تشكل الفيلق الأفريقي في 11 يناير 1941، كانت تابعة لسلسلة القيادة الإيطالية في أفريقيا. في منتصف عام 1941 {{رمز لغة | de | أنشأت القيادة العليا للفيرماخت هيكل قيادة أكبر في إفريقيا، وشكلت مقرًا جديدًا مجموعة جيوش افريقيا ( Panzergruppe Afrika Gruppo Corazzato Africa ). في 15 أغسطس 1941، تم تنشيط مجموعة بانزر أفريقيا مع جنرال دير بانزتروب الذي تمت ترقيته حديثًا إروين روميل في القيادة. سيطرت مجموعة بانزر على الفيلق الأفريقي والوحدات الأخرى التي تم إرسالها إلى إفريقيا (ولا سيما فرقة المشاة الخفيفة 90 ) ، وفيلق X X وفيالق XX الإيطالية.

## جيش بانزرافريقيا
تم تغيير اسم مجموعة بانزر أفريقيا إلى جيش بانزر افريقيا ( Panzerarmee Afrika Armata Corazzata Africa ) في 30 يناير 1942. (كانت مجموعة بانزر الألمانية مقرًا على مستوى الجيش. مع تقدم الحرب ، تم تغيير اسم جميع مجموعات بانزر إلى جيوش بانزر. )

## جيش بانزر الألماني الإيطالي
تم تغيير اسم جيش بانزر افريقياإلى جيش بانزر الألماني الإيطالي( Deutsch-Italienische Panzerarmee ، Armata Corazzata Italo-Tedesca ) في شهر أكتوبر عام 1942 أثناء التراجع الطويل بعد الهزيمة في معركة العلمين الثانية خلال حملة الصحراء الغربية.

## القادة
| No. |                          | Commander                                                     | Took office       | Left office       | Time in office |
| --- | ------------------------ | ------------------------------------------------------------- | ----------------- | ----------------- | -------------- |
| 1   | إرفين رومل               | Generaloberst إرفين رومل (1891–1944)                          | 1 September 1941  | 9 March 1942      | 189 أيام       |
| 2   | لودفيج كرويل             | General der Panzertruppe لودفيج كرويل (1892–1958)             | 9 March 1942      | 19 March 1942     | 10 أيام        |
| (1) | إرفين رومل               | Generalfeldmarschall إرفين رومل (1891–1944)                   | 19 March 1942     | 22 September 1942 | 187 أيام       |
| 3   | غورغ شتومه               | General der Panzertruppe غورغ شتومه (1886–1942)               | 22 September 1942 | 24 October 1942 † | 32 أيام        |
| -   | فيلهلم ريتر فون توما     | Generalleutnant فيلهلم ريتر فون توما (1891–1948) Acting       | 24 October 1942   | 25 October 1942   | 1 يوم          |
| (1) | إرفين رومل               | Generalfeldmarschall إرفين رومل (1891–1944)                   | 25 October 1942   | 26 November 1942  | 32 أيام        |
| 4   | غوستاف فيهن [الإنجليزية] | General der Panzertruppe غوستاف فيهن [الإنجليزية] (1892–1945) | 26 November 1942  | 2 December 1942   | 6 أيام         |
| (1) | إرفين رومل               | Generalfeldmarschall إرفين رومل (1891–1944)                   | 2 December 1942   | 22 February 1943  | 82 أيام        |
| 5   | هانس يورغن فون أرنيم     | Generaloberst هانس يورغن فون أرنيم (1889–1962)                | 10 March 1943     | 13 May 1943       | 64 أيام        |